# Massacre de Jérémie
O Massacre de Jérémie, também conhecido como Vêpres jérémiennes, é um massacre comandado pelo ditador François Duvalier e perpetrado em agosto, setembro e outubro de 1964 na cidade haitiana de Jérémie contra simpatizantes e familiares do grupo ativista Jeune Haïti. Este evento ocorreu na sequência do Massacre dos camponeses de Thiotte, cometido algumas semanas antes.

## Eventos
Em 5 de agosto de 1964, treze integrantes do grupo "Jeune Haïti", um negro e doze mulatos, desembarcaram em território haitiano em direção à cidade de Jérémie, no sudeste do país, com o objetivo de desencadear uma revolta contra o poder ditatorial. Como resultado, François Duvalier, no marco de sua política noiriste, ordenará represálias contra as famílias mulatas da cidade. O ódio e o ressentimento acumulados ao longo das décadas contra estes últimos serviram de pretexto para as ordens dadas aos agentes militares e aos Tontons macoutes.
Vinte e sete pessoas, principalmente de três famílias (Drouins, Villedrouins e Sansaricqs) dos membros do "Jeune Haïti", foram massacradas na cidade de Jérémie. Já os treze membros do grupo Jeune Haïti seriam rastreados, mortos em combate ou capturados e executados em público em frente ao cemitério de Porto Príncipe. Na sequência, entre agosto, setembro e outubro, centenas de mulatos, incluindo idosos e crianças, foram torturados e depois assassinados em uma campanha repressiva.
O governo haitiano nunca reconheceu o massacre. Williams Régala, general de brigada do Exército, teria se envolvido pessoalmente nos eventos de 1964. Ele, por sua vez, foi promovido em 1986, após a saída de Jean-Claude Duvalier, tornando-se membro da junta governante do general Henri Namphy.